# John Maguire
John Maguire (ur. 19 maja 1983 w Peterborough) – angielski zawodnik mieszanych sztuk walki (MMA) wagi półśredniej, średniej i lekkiej. Były mistrz UCMMA, OMMAC oraz M4TC w wadze półśredniej. Walczył także dla Cage Rage, BAMMA, UFC, Cage Warriors, ACB czy KSW.

## Kariera MMA

### Wczesna kariera
Zawodowo w mieszanych sztukach walki zadebiutował w kwietniu 2006 roku. W ciągu dwóch lat wygrał wszystkie osiem swoich pierwszych pojedynków przed czasem, walcząc wówczas w wadze średniej.
7 sierpnia 2010 podczas gali OMMAC 6 zdobył pas mistrzowski federacji Olympian MMA Championships (OMMAC) w wadze półśredniej, pokonując decyzją niejednogłośną po zaciętej walce Wayne'a Murrie.
18 września 2010 na gali UCMMA 15: Showdown zdobył drugi pas w wadze półśredniej, tym razem większej, brytyjskiej organizacji, Ultimate Challenge MMA (UCMMA), wygrywając z Brazylijczykiem, Henrique Santaną przez TKO w drugiej rundzie. Następnie Maguire obronił tytuł mistrzowski trzy razy, po czym podpisał kontrakt z największą organizacją na świecie – UFC.

### UFC
Maguire początkowo miał zadebiutować w Ultimate Fighting Championship przeciwko Jamesowi Headowi podczas gali UFC 138, jednak Head został zmuszony do wycofania się z pojedynku z powodu kontuzji. Nowym rywalem Maguire'a został inny Amerykanin, Justin Edwards. Maguire zwyciężył tę walkę po trzech rundach jednogłośnie na punkty.
14 kwietnia 2012 zawalczył z finalistą turnieju "The Ultimate Fighter: United States vs. United Kingdom", DaMarquesem Johnsonem, zwyciężając walkę poprzez poddanie rywala dźwignią prostą na staw łokciowy. Występ został nagrodzony bonusem finansowym za najlepsze Poddanie wieczoru.
29 września 2012 podczas gali UFC w Fuel TV: Struve vs. Miocić przegrał jednogłośną decyzją sędziowską z Johnem Hathawayem.
17 listopada 2012 na wydarzeniu UFC 154 zmierzył się z Mattem Riddle, zastępując kontuzjowanego Syryjczyka, Besama Yousefa. Walkę przegrał ponownie po trzech rundach decyzją jednogłośną.
15 czerwca 2013 roku na gali UFC 161 przegrał po raz trzeci z rzędu walkę w tym samym stylu. Po tej porażce został zwolniony przez amerykańską organizację.

### Cage Warriors
31 października 2013 podpisał kontrakt z angielską federacją Cage Warriors. Jeszcze w grudniu tego samego roku udanie zadebiutował przeciwko Irlandczykowi, Philipowi Mulpeterowi na Cage Warriors 63.
Następnie 1 marca 2014 roku zmierzył się ze swoim krajanem, Saulem Rogerem podczas Cage Warriors 65. Przegrał pojedynek po decyzji jednogłośnej. Jeszcze w tym samym miesiącu na kolejnej gali Cage Warriors został znokautowany przez Bośniaka, Damira Hadžovicia.

### KSW
3 grudnia 2016 zadebiutował dla najlepszej polskiej federacji – Konfrontacji Sztuk Walki. Stoczył tam jeden pojedynek o pas mistrzowski w wadze półśredniej z ówczesnym mistrzem Borysem Mańkowskim podczas gali KSW 37: Circus of Pain. Walkę przegrał jednogłośnie na punkty.

## Osiągnięcia
- 2008: Ćwierćfinalista turnieju Modern Pankration Federation
- 2010–2011: Mistrz Olympian MMA Championships w wadze półśredniej
- 2010: Mistrz Ultimate Challenge MMA wadze półśredniej (3 obrony pasa)
- 2012: Bonus finansowy za Poddanie wieczoru (DaMarquesa Johnsona)
- 2016: Mistrz Made4TheCage wadze półśredniej

## Lista zawodowych walk w MMA
| Wynik     | Bilans | Przeciwnik (bilans przed walką) | Rozstrzygnięcie                                | Runda | Czas | Rozgrywki                                                     | Data                | Miejsce            | Uwagi                                             |
| --------- | ------ | ------------------------------- | ---------------------------------------------- | ----- | ---- | ------------------------------------------------------------- | ------------------- | ------------------ | ------------------------------------------------- |
| Przegrana | 26–13  | Sam Boult (11-4)                | Decyzja (niejednogłośna)                       | 3     | 5:00 | Caged Steel FC 23                                             | 13 lipca 2019       | Sheffield          | Main Event                                        |
| Przegrana | 26-12  | Brad Wheeler (17-13)            | TKO (ciosy pięściami)                          | 2     | 2:43 | Cage Warriors 102: Webb vs. Robertson                         | 2 marca 2019        | Londyn             | Walka w umownym limicie 79 kg                     |
| Przegrana | 26–11  | Stefano Paternò (10-2-1)        | KO (cios pięścią)                              | 1     | 2:46 | IFC 3: Paterno vs. Maguire                                    | 5 maja 2018         | Mediolan           | Walka o pas mistrzowski IFC w wadze półśredniej   |
| Wygrana   | 26–10  | Leonardo Damiani (5-1)          | Poddanie (duszenie gilotynowe)                 | 1     | 2:48 | Fighting Venkon / Legio's Team Bergamo - Venkon Fight Night 2 | 21 stycznia 2018    | Mediolan           |                                                   |
| Przegrana | 25–10  | Tommy Depret (13-5)             | TKO (ciosy pięściami)                          | 3     | 3:10 | Cage Warriors 89                                              | 25 listopada 2017   | Antwerpia          |                                                   |
| Wygrana   | 25–9   | Shah Hussain (11-11)            | Poddanie (dźwignia skrętowa na staw skokowy)   | 2     | 3:05 | Rise of Champions 4                                           | 30 września 2017    | Brentwood          |                                                   |
| Przegrana | 24–9   | Borys Mańkowski (18-5-1)        | Decyzja (jednogłośna)                          | 3     | 5:00 | KSW 37: Circus of Pain                                        | 3 grudnia 2016      | Kraków             | Walka o pas mistrzowski KSW w wadze półśredniej   |
| Wygrana   | 24–8   | Kieran Malone (9-11)            | Poddanie (klucz na rękę - kimura)              | 3     | 4:31 | ACB 47 - Braveheart                                           | 1 października 2016 | Glasgow            |                                                   |
| Wygrana   | 23–8   | Colin Fletcher (12-6)           | Poddanie (dźwignia na staw łokciowy)           | 3     | 1:03 | M4TC 21: Supremacy                                            | 25 czerwca 2016     | Houghton-le-Spring | Zdobył mistrzowski pas M4TC w wadze półśredniej   |
| Wygrana   | 22–8   | Vincent del Guerra (24-15)      | Poddanie (duszenie za pleców)                  | 1     | 0:55 | British Challenge MMA 15                                      | 7 maja 2016         | Colchester         |                                                   |
| Wygrana   | 21–8   | Aymard Guih (9-6-1)             | Decyzja (jednogłośna)                          | 3     | 5:00 | British Challenge MMA 14                                      | 20 lutego 2016      | Colchester         | Powrót do wagi półśredniej                        |
| Wygrana   | 20–8   | Alexandre Roumette (4-5)        | Poddanie (klucz na rękę)                       | 1     | 3:09 | British Challenge MMA 12                                      | 3 października 2015 | Colchester         | Walka w umownym limicie 74 kg                     |
| Przegrana | 19–8   | Damir Hadžović (7-2)            | KO (kolana i ciosy pięściami w parterze)       | 1     | 3:58 | Cage Warriors 66: Dalby vs. Churilov                          | 22 marca 2014       | Ballerup           |                                                   |
| Przegrana | 19–7   | Saul Rogers (7-1)               | Decyzja (jednogłośna)                          | 3     | 5:00 | Cage Warriors 65: Maguire vs. Rogers                          | 1 marca 2014        | Dublin             |                                                   |
| Wygrana   | 19–6   | Philip Mulpeter (6-3)           | Decyzja (jednogłośna)                          | 3     | 5:00 | Cage Warriors 63                                              | 31 grudnia 2013     | Dublin             | Walka w umownym limicie 73 kg                     |
| Przegrana | 18–6   | Mitch Clarke (9-2)              | Decyzja (jednogłośna)                          | 3     | 5:00 | UFC 161                                                       | 15 czerwca 2013     | Winnipeg           | Przejście do wagi lekkiej (70,3 kg)               |
| Przegrana | 18–5   | Matt Riddle (6-3)               | Decyzja (jednogłośna)                          | 3     | 5:00 | UFC 154                                                       | 17 listopada 2012   | Montreal           |                                                   |
| Przegrana | 18–4   | John Hathaway (16-1)            | Decyzja (jednogłośna)                          | 3     | 5:00 | UFC on Fuel TV: Struve vs. Miocic                             | 29 września 2012    | Nottingham         |                                                   |
| Wygrana   | 18–3   | DaMarques Johnson (16-9)        | Poddanie (dźwignia na staw łokciowy - balacha) | 2     | 4:40 | UFC on Fuel TV: Gustafsson vs. Silva                          | 14 kwietnia 2012    | Sztokholm          | Bonus za poddanie wieczoru                        |
| Wygrana   | 17–3   | Justin Edwards (7-1)            | Decyzja (jednogłośna)                          | 3     | 5:00 | UFC 138: Leben vs. Muñoz                                      | 5 listopada 2011    | Birmingham         |                                                   |
| Wygrana   | 16–3   | Peter Irving (14-8-1)           | Decyzja (jednogłośna)                          | 3     | 5:00 | UCMMA 23 - Go 4 It                                            | 17 września 2011    | Londyn             | Obronił pas mistrzowski UCMMA w wadze półśredniej |
| Wygrana   | 15–3   | Jamaine Facey (6-5)             | Poddanie (klucz na rękę)                       | 2     | 4:23 | UCMMA 20: Fists of Fire                                       | 14 maja 2011        | Londyn             | Obronił pas mistrzowski UCMMA w wadze półśredniej |
| Wygrana   | 14–3   | Dean Amasinger (7-2)            | Poddanie (duszenie zza pleców)                 | 2     | 3:28 | UCMMA 18: Face Off                                            | 05 lutego 2011      | Londyn             | Obronił pas mistrzowski UCMMA w wadze półśredniej |
| Wygrana   | 13–3   | Henrique Santana (6-4)          | TKO (przerwanie przez lekarza)                 | 2     | 1:25 | UCMMA 15: Showdown                                            | 18 września 2010    | Londyn             | Zdobył pas mistrzowski UCMMA w wadze półśredniej  |
| Wygrana   | 12–3   | Wayne Murrie (11-2-1)           | Decyzja (niejednogłośna)                       | 3     | 5:00 | OMMAC 6: Battlestars                                          | 07 sierpnia 2010    | Liverpool          | Zdobył pas mistrzowski OMMAC w wadze półśredniej  |
| Przegrana | 11–3   | Simeon Thoresen (11-1-1)        | Decyzja (jednogłośna)                          | 3     | 5:00 | BAMMA 3: Watson vs. Horwich                                   | 15 maja 2010        | Birmingham         |                                                   |
| Wygrana   | 11–2   | Edgelson Lua (5-5)              | Decyzja (niejednogłośna)                       | 3     | 5:00 | UCMMA 10: Resurrection                                        | 06 lutego 2010      | Londyn             | Przejście do wagi półśredniej                     |
| Przegrana | 10–2   | Tom Watson (8-3)                | TKO (ciosy pięściami)                          | 3     | 2:47 | BAMMA 1: The Fighting Premiership                             | 27 czerwca 2009     | Londyn             |                                                   |
| Wygrana   | 10–1   | Chris Rice (13-6)               | Decyzja (jednogłośna)                          | 3     | 5:00 | CG 10: Clash of the Titans                                    | 29 listopada 2008   | Liverpool          |                                                   |
| Wygrana   | 9–1    | Lee Austin (3-2)                | Poddanie                                       | 1     | 4:20 | UK - Cage Fighting Championships                              | 29 czerwca 2008     | Coventry           |                                                   |
| Przegrana | 8–1    | Arman Gambarjan (18-5-1)        | Decyzja (jednogłośna)                          | 2     | 5:00 | WAFC: World Pankration Championship 2008                      | 24 maja 2008        | Chabarowsk         |                                                   |
| Wygrana   | 8–0    | Andy Costello (3-5)             | Poddanie (duszenie zza pleców)                 | 1     | ?    | Pain and Glory: ExCeL London                                  | 26 kwietnia 2008    | Londyn             |                                                   |
| Wygrana   | 7–0    | Jake Bostwick (3-2)             | Poddanie (klucz na rękę)                       | 1     | 4:00 | Cage Rage Contenders 6                                        | 18 sierpnia 2007    | Londyn             |                                                   |
| Wygrana   | 6–0    | Jake Bostwick (3-1)             | TKO (ciosy pięściami)                          | 1     | ?    | Cage Rage Contenders 5                                        | 16 czerwca 2007     | Londyn             |                                                   |
| Wygrana   | 5–0    | Alex Korsters (0-0)             | TKO (ciosy pięściami)                          | 2     | 3:30 | Intense Fighting                                              | 12 maja 2007        | Peterborough       |                                                   |
| Wygrana   | 4–0    | Ed Garass (0-0)                 | Poddanie (duszenie zza pleców)                 | 1     | 0:55 | UKMMAC 18: Fists of Fury                                      | 25 lutego 2007      | Purfleet           |                                                   |
| Wygrana   | 3–0    | Michael Pastou (0-0)            | Poddanie (duszenie zza pleców)                 | 1     | 2:46 | Intense Fighting: Caged                                       | 11 listopada 2006   | Anglia             |                                                   |
| Wygrana   | 2–0    | Bill Mutch (0-0)                | Poddanie (duszenie zza pleców)                 | 1     | 2:05 | Intense Fighting 5                                            | 19 sierpnia 2006    | Anglia             |                                                   |
| Wygrana   | 1–0    | Lee Webber (0-0)                | Techniczne poddanie                            | 2     | 0:27 | Intense Fighting 3                                            | 1 kwietnia 2006     | Anglia             | Debiut w wadze średniej                           |